# Helene Loebenstein
Helene Loebenstein, geborene Helene Zeissl, (* 18. Juli 1918 in Wien; † 27. August 2010) war eine österreichische Arabistin und Papyrologin.
Helene Zeissl, Tochter des Sektionschefs im Bundesministerium für Unterricht Hermann Zeissl (1888–1967), studierte nach der Matura seit 1936 Ägyptologie, Assyrisch, Arabisch und Syrisch an der Universität Wien, u. a. bei Viktor Christian. 1938 galt sie als „Mischling 1. Grades“, durfte ihr Studium aber vorläufig fortsetzen; der Abschluss wurde ihr aber vom Reichserziehungsministerium verweigert. Auf Intervention ihrer Professoren wurde ihr die Promotion ausnahmsweise gestattet, diese erfolgte im Juli 1940 mit der Arbeit „Äthiopen und Assyrer in Ägypten. Beiträge zur Geschichte der ägyptischen Spätzeit.“ Danach war sie als Sekretärin und Dolmetscherin tätig. 1944 bis 1945 wurde sie dienstverpflichtet. 1946 wurde sie als Bibliothekarin an der Österreichischen Nationalbibliothek angestellt und beschäftigte sich vor allem mit orientalischen Handschriften. Von 1962 bis zur Pensionierung 1984 war sie Direktorin der Papyrussammlung der Österreichischen Nationalbibliothek.